# Propleopus
Propleopus (проплеопус) — рід викопних ссавців родини Мускуснокенгурових. Розмірами були з сучасних гігантських кенгуру. Відомо близько 20-ти скам'янілостей, які складаються, в основному, із зубів та щелеп. Унікальна морфологія зубів свідчить що Propleopus були всеїдними.